# Dolgeville
Dolgeville – wieś w hrabstwie Herkimer w stanie Nowy Jork. Według spisu ludności z roku 2000 ma 2166 mieszkańców. Nazwa miejscowości pochodzi od nazwiska przemysłowca Alfreda Dolge'a.